# Afrozetes natalensis
Afrozetes natalensis är en kvalsterart som beskrevs av Engelbrecht 1972. Afrozetes natalensis ingår i släktet Afrozetes och familjen Microzetidae. Inga underarter finns listade i Catalogue of Life.